# Marcus Lehmann
Pour les articles homonymes, voir Lehmann.

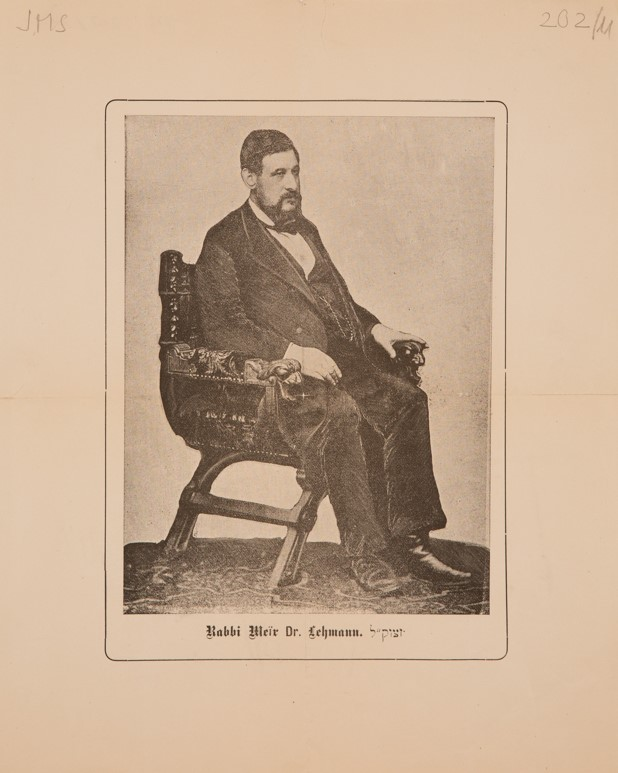
Portrait du 19ème siècle de Marcus Lehmann, dans la collection du musée juif de Suisse.

Marcus Lehmann (hébreu : מאיר להמן Meyer ou Meïr Lehmann) est un rabbin allemand du XIXe siècle (Hanovre, 10 janvier 1831 - Mayence, 14 avril 1890).
Il est l'une des plus importantes figures du judaïsme orthodoxe moderne de son temps et l'un des hérauts de la lutte contre l'influence croissante du mouvement réformiste.

## Éléments biographiques

### Jeunes années
Meyer Lehmann naît à Verden, dans la province de Hanovre, le jour du vingt-cinquième anniversaire du mariage de ses parents, Acher et Roschen. Il est le huitième et dernier enfant d'une famille modeste, attachée tant à la culture allemande qu'à la tradition juive.

### Formation
Outre une éducation classique au gymnasium local, il poursuit des études rabbiniques au Klaus, l'école talmudique de Halberstadt fondée par son ancêtre Issachar Berend Lehmann, puis au Séminaire rabbinique Hildesheimer à Berlin. Il se rend ensuite à l'université de Berlin puis à celle de Prague afin de poursuivre sa formation théologique et profane, étudiant l'histoire, la littérature, la philosophie et l'arabe. Il y suit aussi l'enseignement de Solomon Judah Loeb Rapoport et de Samuel Freund, successeur du Noda BiYehouda.
Il soutient à l'université de Halle-sur-la-Saale sa thèse de doctorat, Essai sur l'entendement humain, consacrée à l'œuvre de John Locke. Peu après, il reçoit un heiter horaah (diplôme rabbinique conférant le droit de décider en matière de Loi juive) du rabbin Michael Landsberger de Berlin, en 1854.

### Rabbin à Mayence
En 1853, la congrégation de Mayence construit un nouveau lieu de prières dans la nouvelle ville de Mayence pourvu d'un orgue. Les membres qui s'opposent à cette innovation se regroupent en un Religionsgesellschaft présidé par Samuel Bondi. Ce dernier, bien qu'éminent talmudiste, n'a pas la compétence requise pour diriger une communauté et propose en 1854 à Marcus Lehmann un emploi de rabbin et de prêcheur. 
Il accepte le poste et épouse, le 23 octobre 1856, Thérèse, la fille de Samuel Bondi Ils auront trois enfants, Oscar (1858-1928) qui poursuivra les activités éditoriales de son père, Emma-Rosalie (1860-1944) et Jonas (1865-1913), dramaturge. Marcus Lehmann était vivement intéressé par le théâtre ainsi que le montrent ses premiers écrits. Il semble cependant avoir abandonné cette voie peu avant son accession au rabbinat.

Lehmann s'emploie tout d'abord à faire reconnaître la synagogue de sa congrégation par les autorités civiles. En effet, elle n'a qu'un statut de Religionsgesellschaft (« société religieuse privée ») et ne peut prétendre aux droits au Cultusgemeinde (« communauté du culte », équivalant à une communauté consistoriale), seul agréé. Il y parvient en 1858 mais ce n'est que treize ans plus tard que l'Allemagne légalise la formation de nouvelles communautés, et autorise la communauté juive orthodoxe de Mayence à pratiquer des mariages, des divorces, etc.
Il dote ensuite la communauté d'une école basée sur les principes de S.R. Hirsch, combinant les études profanes aux savoirs traditionnels, alors que l'éducation des Juifs allemands se faisait à l'école publique et était complétée par des cours de religion le dimanche. Malgré l'opposition que rencontre son projet, l'école ouvre ses portes en septembre 1859, avec cinquante-trois élèves inscrits.
En mai 1860, il crée un organe de presse, le Der Israelit, de sensibilité orthodoxe, concurrençant ainsi l’Allgemeine Zeitung des Judenthums de Ludwig Philippson, qui propage la réforme du judaïsme. Ce périodique lui assure une grande influence. Le dernier numéro du der Israelit paraîtra le 10 novembre 1938, la veille de la Nuit de Cristal.
Lorsque Marcus Lehmann meurt à Mayence, le 14 avril 1890, ses obsèques ont lieu en présence d'une foule nombreuse, dont une cinquantaine de rabbins.

## Œuvre

### Romans historiques
Marcus Lehmann a écrit de nombreux romans-feuilletons et nouvelles plus ou moins biographiques s'inspirant de figures majeures de l'histoire juive, parmi lesquelles Rabbi Akiva, Boustenaï, Rabbenou Guershom de Mayence, le Sire de Coucy, le Maharam de Rothenburg ou encore Josel de Rosheim et Joseph Süss Oppenheimer. 
Ils ont été publiés collectivement en six volumes sous le titre de Vergangenheit und Gegenwart (Francfort-sur-le-Main, 1872-88). Rabbi Josselmann von Rosheim est paru en 2 volumes (ibid. 1879-80) Ces livres contiennent souvent dans leur intrigue ou dans leur développement des allusions aux réformes religieuses, forcément critiquées. Ils contiennent de nombreuses informations sur la vie juive en Europe centrale au XIXe siècle. Leur exactitude historique, bien que généralement satisfaisante, a fait l'objet de critiques. 
Marcus Lehmann fait par exemple d'Asher ben Yehiel le gendre du Maharam ou d'Avraham Yossipovitz un élève du rabbin Moïshe Landau, qui était en réalité encore un enfant à l'époque où son élève supposé se convertit au christianisme. 
Il n'a pas été établi s'il s'agissait de licences littéraires ou d'erreurs de l'auteur.

### Autres
Le rabbin Lehmann a par ailleurs produit un commentaire sur le traité Avot, intitulé Meir Nativ ainsi qu'un commentaire sur la Haggadah de Pessah. 
Il a en outre publié, en 1874, le commentaire du rabbin Salomon Sirilo sur le Seder Zeraïm du Talmud de Jérusalem, avec des annotations de son crû.

## Source
Cet article contient des extraits de l'article « Marcus (Meyer) Lehmann » par Isidore Singer & Max Cohen de la Jewish Encyclopedia de 1901–1906 dont le contenu se trouve dans le domaine public.